# Rolling Hills (Kalifornie)
Rolling Hills je město (city) v okrese Los Angeles County ve státě Kalifornie ve Spojených státech amerických. Žije zde přibližně 1 700 obyvatel a celé je tvořené uzavřenou rezidenční oblastí (gated community). Město se nachází na poloostrově Palos Verdes v oblasti stejnojmenného pohoří, v jižní části okresu, 33 kilometrů jihojihozápadně od centra Los Angeles, a je součástí metropolitní oblasti Velké Los Angeles. Sousedí s městy Rolling Hills Estates a Rancho Palos Verdes.
Na místě ubikace pro rančery z 80. let 19. století uprostřed pohoří Palos Verdes si v roce 1936 postavil krajinný architekt a developer A. E. Hanson vlastní ranč a obdobné navrhl i pro další zájemce. Městská samospráva byla zřízena v roce 1957. Město je jako uzavřená rezidenční oblast (gated community) přístupné pouze třemi branami a v kontrastu s celým okolním urbanizovaným územím má charakter venkovské oblasti s rozlehlými usedlostmi a provozovaným jezdectvím. Ve městě se nenachází žádná světelná signalizační zařízení a ulice s alejemi jsou lemovány širokými jezdeckými stezkami, které vedou i po okolních kopcích.